# Alan Ayckbourn
Sir Alan Ayckbourn (London, 12. travnja 1934.), suvremeni britanski dramski pisac, najizvođeniji nakon Williama Shakespearea. 
Od 1959. godine do danas napisao 50-ak drama igranih širom svijeta.